# Eparchie južno-sachalinská
Eparchie Južno-Sachalinsk je eparchie ruské pravoslavné církve nacházející se v Rusku.

## Území a titul biskupa
Zahrnuje správní hranice území Sachalinské oblasti.
Eparchiálnímu biskupovi náleží titul biskup južno-sachalinský a kurilský.

## Historie
Farnosti nacházející se v Sachalinské oblasti a na Kurilských ostrovech byly původně součástí kamčatské eparchie která vznikla 21. prosince 1840 se sídlem v Novo-Archangelsku (dnes ve městě Sitka).
Se zřízením vladivostocké eparchie roku 1898 se farnosti staly součástí této eparchie. Do této doby zde stalo 10 chrámů a 6 časoveň. Tyto stavby byly dřevěné. Stavba chrámů pokračovala s podporou místní správy a to až do rusko-japonské války a vypuknutí nepřátelství v Sachalinské oblasti, které se rozvinulo v létě 1905.
Během nepřátelských akcí bylo na jižní části ostrova poškozeno mnoho chrámů. Některé byly úplně vydrancovány a postupně se zhroutily či v některých z nich sídlily japonské instituce.
Během sovětských let byly všechny chrámy na ostrově zničeny nebo přestavěny. Poslední chrám byl uzavřen roku 1930.
Po Velké vlastenecké válce se území stalo součástí chabarovské eparchie zřízené 25. ledna 1945. Pokusy pravoslavných věřících otevřít alespoň jednu farnost byly neúspěšné navzdory dopisům světským i církevním úřadům. V regionu byla utlumena i činnost registrovaných duchovních.
Dne 11. ledna 1989 světské úřady registrovali v Južno-Sachalinsku pravoslavnou komunitu a v létě téhož roku byl zakoupen soukromý dům, ve kterém byla po mnoha letech zřízena pravoslavná farnost. Tato farnost byla zasvěcena blažené Xenii Petrohradské. V letech 1989-1991 dále vznikly farnosti a chrámy ve městech Ocha (chrám svatého Sergija Radoněžského), Korsakov (chrám Pokrova přesvaté Bohorodice), Cholmsk (chrám svatého Mikuláše Divotvorce), v sídle Tymovskoje (chrám svatého proroka Eliáše) a Šachťorsk (chrám Zvěstování přesvaté Bohorodice.
Dne 23. února 1993 byla rozhodnutím Svatého synodu zřízena južno-sachalinská eparchie.

## Seznam biskupů
- 1993–1997 Arkadij (Afonin)
- 1997–1999 Jonafan (Cvjetkov)
- 1999–2001 Arkadij (Afonin) podruhé
  - 2001–2001 Mark (Tužikov) dočasný správce
- 2001–2010 Daniil (Dorovskich)
- 2011–2019 Tichon (Dorovskich)
- 2019–2021 Aksij (Lobov)
- od 2021 Nikanor (Anfilatov)